# Meentweg 83
Meentweg 83 is een rijksmonument aan de Meentweg in Eemnes in de provincie Utrecht.
De huidige langhuisboerderij dateert uit het midden van de negentiende eeuw. De wit bepleisterde boerderij heeft een rieten dak en staat met de nok haaks op de Meentweg. De symmetrische tuitgevel heeft een plint. Boven de voordeur is een levensboom. Aan weerszijden van de deur bevinden zich schuifvensters.